# Portella (revista)
Portella és una revista de cultura, fundada a Andorra el 2010 pel col·lectiu Portella, compost per Joan Peruga, Txema Diaz-Torrent, Roser Suñé, Manel Gibert, Quim Torredà, David Gálvez i Iñaki Rubio, amb el propòsit de «revitalitzar el sector cultural d'Andorra i de les comarques veïnes del Pirineu». Publicaren el seu primer número a la tardor del 2010, i el tretzè i darrer número en paper la tardor del 2018. El 2021, amb un equip renovat, inicià una nova etapa apostant definitivament per l'espai digital, amb nous continguts, com ara la reflexió sobre el paper de la cultura en la societat contemporània, o la reivindicació d'Antoni Fiter i Rossell com un dels principals prosistes en català del segle xviii.